# Mulungu do Morro
Mulungu do Morro is een gemeente in de Braziliaanse deelstaat Bahia. De gemeente telt 13.879 inwoners (schatting 2009).